# Börje Holm
Börje Harald Holm, född 17 maj 1892 i Uppsala, död 3 oktober 1973, var en svensk målare och grafiker.
Han var son till postmästaren Carl Emil Theodor Holm och Agda Wilhelmina Rosalie Falk samt från 1948 gift med Anna Pehrsson. Han studerade konst vid Althins målarskola 1913-1914 och vid Kungliga konsthögskolan 1913-1918 samt vid Axel Tallbergs etsningsskola och genom självstudier under resor till Tyskland och Italien 1919. Han medverkade i utställningar med Grafiska sällskapet och Sveriges allmänna konstförening. Hans konst består av porträtt, figurer, landskap, cirkus- och djurmotiv utförda i pastell, olja och olika grafiska tekniker.